# Occidozyga martensii
Occidozyga martensii es una especie  de anfibios de la familia Ranidae.

## Distribución geográfica
Se encuentra en Camboya,  China, Laos, Malasia, Tailandia, Vietnam y, posiblemente, en  Birmania.  